# 琉球 (ゲーム)
『琉球』（りゅうきゅう、英: Ryukyu, Solitaire Poker）は、桑木隆治が考案したコンピュータパズルゲーム。5 × 5マスで構成された盤面の中に、トランプカードを上から落としてポーカーの役を作り、高得点を狙う内容である。
本作はゲーム情報誌『ログイン』が開催していた「LOGIN ソフトウェアコンテスト（ソフコン）」で最高評価を獲得した応募作で、半年に一回の間隔で応募作の中から選考される第3回「堀井賞・木屋賞」でも「準堀井賞」を獲得した作品である。本作はその評価からパッケージ販売が決まり、ルールの改良の末にアスキーが「ログインソフト」レーベルで1989年8月8日にX68000版、PC-9801版、MSX2 / MSX2+版を発売した。その後、業務用ビデオゲーム版も発売され、家庭用ビデオゲーム機への移植も行われた（#各機種版）。
サクセスが開発し、2025年にセガフェイブの業務用ゲーム配信システム「APM3」用ソフトとして配信・稼働開始した『琉球II』についても、本記事で取り上げる。

## ゲーム内容
『琉球』は盤面の中にトランプカードを1枚ずつ配置していき、ポーカーの役を作って高得点を狙うパズルゲームである。
盤面は縦5 × 横5マスで構成され、プレイヤーは横に並ぶ4つのトランプの山の中からカードを1枚を選択し、上から落下させて盤面を埋めていく。トランプカードは4種類の柄が描かれたA – Kの各13枚の数字カードと「琉球」カードの全53枚のカードから構成され、4つの山に分配される。「琉球」カードはジョーカーの役割をもつワイルドカードである。
ポーカーの役の判定は盤面の縦・横・斜めの列でそれぞれ行われ、作った役に応じて得点を獲得できる。ポーカーの役は「ワンペア」「ツーペア」「スリーカード」「フラッシュ」「ストレート」「フルハウス」「フォーカード」「ストレートフラッシュ」「ロイヤルストレートフラッシュ」「ファイブカード（「琉球」カードと4枚の同じ数字の組み合わせ）」の順に200点から3,000点の範囲で配点されている。なお、ポーカーの役の強さは本来のポーカーのルールとはやや異なり、本作では「フラッシュ」よりも「ストレート」の方が強い役となっている。
カードを25枚落下させて、盤面を全て埋めるとクリア判定が行われ、規定の点数を超えているとステージクリアとなり、下回るとゲームオーバーとなる。
なお、本作の音楽やグラフィックには『琉球』の題名の通り、沖縄を彷彿とさせる要素が随所に盛り込まれている。

## 各機種版
| タイトル                                               | 発売日                   | 対応機種                  | 開発元                  | 発売・販売元                                    | 販売形態・メディア                           | プレイ人数           | 備考                                                                     |
| ------------------------------------------------------ | ------------------------ | ------------------------- | ----------------------- | ----------------------------------------------- | -------------------------------------------- | -------------------- | ------------------------------------------------------------------------ |
| 琉球                                                   | 1989年8月8日             | X68000                    | - 桑木隆治 - アスキー   | アスキー （ログインソフト）                     | パッケージ販売 （フロッピーディスク）        | 1人                  |                                                                          |
| 琉球                                                   | 1989年8月8日             | PC-9801                   | アスキー                | アスキー （ログインソフト）                     | パッケージ販売 （フロッピーディスク）        | 1人                  |                                                                          |
| 琉球                                                   | 1989年8月8日             | - MSX2 - MSX2+            | アスキー                | アスキー （ログインソフト）                     | パッケージ販売 （フロッピーディスク）        | 1人                  | - MSX2+動作時には自然画モードに対応。                                    |
| 琉球88                                                 | 1990年秋ごろ             | PC-8801mkIISR             | -                       | アスキー （ログインソフト）                     | 専用端末による販売 （ソフトベンダーTAKERU）  | 1人                  |                                                                          |
| 琉球                                                   | 1990年10月               | アーケード （システム16） | サクセス                | セガ・エンタープライゼス （販売元）             | 基板販売およびROMキット販売 （システム基板） | 1人                  |                                                                          |
| 琉球                                                   | 1990年10月26日           | PCエンジン                | 三金堂                  | フェイス                                        | パッケージ販売 （Huカード）                  | 1 – 2人              |                                                                          |
| - 琉球 - Solitaire Poker                               | - 1991年5月31日 - 1991年 | ゲームギア                | 三金堂                  | - フェイス - セガ・エンタープライゼス（販売元） | パッケージ販売 （ROMカートリッジ）           | 1 – 2人 （通信対戦） |                                                                          |
| - アーケードアーカイブス 琉球 - Arcade Archives RYUKYU | 2025年5月22日            | PlayStation 4             | ハムスター （移植担当） | ハムスター                                      | ダウンロード販売 （PlayStation Store）       | 1人                  | - 業務用版のエミュレーション移植。 - 『アーケードアーカイブス』の1作品。 |
| - アーケードアーカイブス 琉球 - Arcade Archives RYUKYU | 2025年5月22日            | Nintendo Switch           | ハムスター （移植担当） | ハムスター                                      | ダウンロード販売 （ニンテンドーeShop）       | 1人                  | - 業務用版のエミュレーション移植。 - 『アーケードアーカイブス』の1作品。 |

### PC版 (X68000版, PC-9801版, MSX2 / MSX2+版)
『琉球』のX68000版、PC-9801版、MSX2 / MSX2+版（以下PC版）は、アスキーがログインソフト名義で1989年8月8日に発売した。PC版には「ROUND EASY」「ROUND HARD」「TRY1」の3種類のモードが搭載され、モード別のランキング機能も含まれている。
「ROUND」は面を重ねるごとに高くなる規定点を達成して全15面の踏破を目指すルールで、「ROUND EASY」と「ROUND HARD」の2種類のモードが存在する。「ROUND EASY」は4つのトランプの山の1列分（4枚）のみカードが開示されるが規定点が低い設定、「ROUND HARD」は4つのトランプの山の3列分（12枚）のカードが開示されるが規定点が高い設定となっている。また、規定点よりも得点を稼ぐと次の面に超過点が繰り越され、難易度を下げることができる。また、面をクリアするとコーヒーブレイク画面となり、沖縄の風景が表示される。
「TRY1」モードは1面だけで高得点を狙うルールで、「EASY」「HARD」「OPEN」の3種類の仕様が存在する。「OPEN」では全てのカードが最初から開示される。また、「TRY1」モードでは同じカード配列で繰り返し遊ぶことができる。
PC版では、盤面の斜めの列と横の列の最上段で役を揃えると、役の得点が通常の2倍になるルールである。またMSX2 / MSX2+版に限り、役の成立に必要なカードの山の中の位置を表示する「HELP」機能が搭載されている。

### 業務用ビデオゲーム (システム16) 版
『琉球』の業務用ビデオゲーム版はアスキーの許諾を受けてサクセスが開発し、セガ・エンタープライゼスのシステム基板「システム16」用ソフトとして、1990年10月に発売された。業務用版は全20面構成となっている。
業務用版では4つのトランプの山のうち、3列分（12枚）のカードが開示される。カードの選択には制限時間が存在しており、タイマーが0になると選択中のカードが自動的に落下する仕様である。その一方で、操作を取り消せるキャンセル機能も存在し、1ゲームにつき最大3手まで戻すことができる。また、キャンセルの使用回数は1万点を獲得するごとに1回分回復する。
業務用版では、稼いだ得点は次の面に繰り越されない仕様である。その一方で、偶数面をクリアするごとに「琉球おみくじ」を引くことができ、その結果次第でその次の面の規定点を減らせる「ボーナスポイント」が獲得できる。また、「琉球おみくじ」はコンティニュー後にも引くことができる。
また、「「琉球おみくじ」で当たりくじを引く」「全ての列で役を作ってクリア」「盤面の4隅に同じ数字を揃えてクリア」のいずれかの条件を満たすと、役を揃えると2倍の得点を獲得できる「ボーナスライン」が次の面で発生する。「ボーナスライン」は点滅表示でその位置が示され、縦・横・斜めの列のいずれか、あるいは全ての列が対象となる。
業務用版では、琉球文化を取り入れたグラフィックがオープニング画面やゲームオーバー画面など、様々な場面で表示される。

#### アーケードアーカイブス版
2025年5月22日に業務用版の移植として、ハムスターが『琉球』のPlayStation 4版とNintendo Switch版を発売した。同社が展開する『アーケードアーカイブス』の1作品となっている。アーケードアーカイブス版では、著作権表記は原作者の桑木とサクセスの連名となっている。
また、アーケードアーカイブス版には特定条件で発生する「琉球」カードの積み位置のガイドの色変更設定が新たに追加されている。

### PCエンジン版, ゲームギア版
フェイスがアスキーの許諾を受けて、『琉球』のPCエンジン版を1990年10月26日に発売し、1991年5月31日にはゲームギア版を発売した。また、ゲームギア版は日本国外でも『Solitaire Poker』の名称で発売された。
フェイスが発売したPCエンジン版、ゲームギア版では面クリア型の「1P」モード、1面だけで得点を稼ぐ「TRY1」モード、対戦型の「2P」モードが搭載されている。「TRY1」モードでは、すべての山札が開示されないルールが追加されている。また、PCエンジン版の「2P」モードでは3種類のルールが搭載され、2人が同じ配列で得点を競うルールと、同じ山札からカードを奪い合うルールなどから選択できるようになっている。
「1P」モードでは、規定点より得点を稼ぐと超過点が次の面に繰り越される仕様である。また、盤面の斜めの列で役を揃えると、役の得点が通常の2倍となるルールである。
また、PCエンジン版とゲームギア版には女性のイラストがゲーム中に一定条件で表示される要素が盛り込まれている。PCエンジン版ではモードによって面の進捗あるいは得点に応じてイラストが徐々に表示される仕様で、ゲームギア版の「1P」モードでは5面おきにイラストが表示される仕様である。また、ゲーム中の音楽も数曲の中から選択できるようになっている。

## 琉球II
『琉球II』（りゅうきゅうターチ、英: Ryu Kyu II）はサクセスが開発し、2025年2月21日にセガフェイブのアミューズメント施設向けのゲーム配信システム「ALL.Net P-ras MULTI バージョン3」用ソフトとして配信・稼働開始した業務用ビデオゲームである。本作はサクセス開発の業務用ビデオゲーム版『琉球』の続編であり、著作権表記は原作者の桑木とサクセスの連名となっている。
本作は全20面を攻略する1人用の「シングルモード」と、ネットワーク対戦を行う「対戦モード」の2つのモードが搭載されている。本作にはホールド機能が追加され、「対戦モード」は同じ山札からカードを奪い合う内容となっている。

## 開発

### PC版 (X68000版, PC-9801版, MSX2 / MSX2+版)
元々『琉球』は、ゲーム情報誌『ログイン』の誌面上で開催されていた「LOGIN ソフトウェアコンテスト（ソフコン）」の応募作で、当時京都在住の大学生であったゲームクリエイターの桑木隆治がX68000を使って開発した作品である。
本作はコンテストの最高評価である「Grand Prix」を与えられ、半年に一度ソフコン応募作の中から選考される、堀井雄二と木屋善夫の両名の名前を記した第3回「堀井賞・木屋賞」（1989年上半期）の選考においても「準堀井賞」を獲得した。また、そのゲームの完成度の高さから、アスキーからパッケージ販売されることも決まった。
パッケージ販売されるにあたり、桑木と『ログイン』編集部の手によってゲームの改良作業が行われた。同時に『ログイン』編集部と『MSXマガジン』編集部の手によって、それぞれPC-9801とMSX2への移植作業も行われた。
当初のルールでは3つのトランプの山の中からカードを選択し、盤面の中でポーカーの役を作っていくものだった。製品版では、トランプは4つの山から選択する形に変更され、カード選択の戦略性を高めるために開示されるカードの枚数を増やしたモードも追加された。ジョーカーの役割を持つ「琉球」カードについても、製品版で追加されたルールとなっている。
また、背景などで使われる画像は『ログイン』編集部が沖縄で撮影した写真を、タムロンの「フォトピックスII」を使って取り込んだものを製品版では新たに採用している。
なお、『琉球』というタイトルは桑木と『ログイン』編集部の協議によって付けられたもので、本作の開発当時、パズルゲーム『上海』が流行していたため、それにあやかったものと桑木は述べている。

### 業務用ビデオゲーム版
『琉球』の業務用ビデオゲーム版の開発はサクセス社長の吉成隆杜が『ログイン』で紹介されていた本作のシステムを評価し、アスキーに移植の許諾を依頼したことから始まった。業務用版はデザイナー（プランナーも兼務）・プログラム・サウンドの3名の人員で、半年程度の期間をかけて開発され、機材としてPC-98とセガ製基板関連の機材、サクセス製のグラフィックボードを使用した。また、本作の業務用版はサクセスにとってセガ製基板を使用した初の作品であった。
業務用版のデザイナーは後に『コットン』のキャラクターデザインを手がけた田村英樹が担当し、本作の業務用版が田村にとって初のビデオゲーム作品であった。また、プログラムは『探偵 神宮寺三郎シリーズ』の作品を手がけたプログラマーが担当している。なお、業務用版の開発に原作者の桑木は関与していない。
田村は、元々のPC版の絵に関して地味な印象を受けたと述べており、業務用版ではグラフィックを一新する方針となった。田村は国会図書館で資料を複写するなど、琉球に関する資料をかき集めて、絵作りの参考にしたと述べている。なお、『ログイン』誌に掲載された業務用版の紹介記事によると、一新されたグラフィックは原作者の桑木やソフコン担当者からも高評価だったと記されている。
業務用版のロケテストの結果は吉成も田村も及第点の結果だったと記憶しており、田村はロケテスト後すぐに販売に至ったと述べている。その一方で田村は、起伏のないゲーム展開から稼働による時間あたりの収益はすぐに下落し、業務用版は店頭からすぐに消えたとも述べている。ゲームバランスの調整時間がもう少し取れていれば、収益性が改善できたのではないかと田村は振り返っている。

## 評価

### LOGIN ソフトウェアコンテスト
本作が「準堀井賞」を獲得した第3回「堀井賞・木屋賞」（1989年上半期）の選評で、堀井雄二と木屋善夫は気軽に遊べる部分とゲームルールのアイデア面を高く評価している。その一方で、堀井は『琉球』のゲームシステムは戦略よりも運の影響の方が大きいとも指摘している。

### PCエンジン版
『ファミコン通信』の「クロスレビュー」でPCエンジン版は6・6・7・6点の合計25点（満40点）を獲得した。レビューでは思考型のパズルゲームであることが触れられており、一部のレビュアーからはゲーム内容の単調さに関する指摘もなされている。
『月刊PCエンジン』の「発売直前REVIEW」でPCエンジン版は75・75・75・85・85点の評価を獲得した。レビューではゲームシステムに関して高い評価がなされ、PCエンジン版に盛り込まれた対戦モードについても高評価が与えられている。その一方で、複数のレビュアーから色使いに関する言及があり、長時間プレイすると目が疲れると指摘されている。

### ゲームギア版
『ファミコン通信』の「クロスレビュー」でゲームギア版は6・7・7・5点の合計25点（満40点）を獲得した。レビューではゲームの仕様について主に触れられており、一部のレビュアーからは面が進んでもゲーム内容の変化に乏しいという指摘や、運の要素が強すぎるという指摘も存在している。
『BEEP!メガドライブ』の「BEメガドッグレース」でゲームギア版は7・5・7・6点の評価を獲得し、平均6.25点となっている。レビューではPCエンジン版に近い内容であることが言及され、対戦プレイは蛇足という指摘も存在する。
『HIPPON SUPER!』に掲載されたレビューでライターのとみさわ昭仁は、『テトリス』や『コラムス』のようなアクション性の強い「落ちもの」とは異なり、『琉球』は純然たるパズルゲームであると述べ、とみさわが過去に遊んだパズルゲームの中で「1、2を争う出来のよさ」と高く評価している。特に、規定点より得点を稼ぐと超過点が次の面に繰り越される仕様を、面クリア型のゲームでバランスを取るための「奥の深いシステム」として評価している。

## スタッフ

### 業務用ビデオゲーム版
- ディレクター、グラフィックデザイン：H.TAMURA（田村英樹）
- プログラマー：MATSUYAMA TAROU
- ミュージックコンポーザー、サウンドエフェクト：NASU KAZUMI
- サウンド・エディター：KOBAYASHI HIROYUKI
- オリジナル・デザイン：KUWAKI RYUUJI（桑木隆治）
- オリジナル・プロデュース：ASCII CORPORATION
- プロデューサー：YOSHINARI TAKATO（吉成隆杜）

出典：業務用ビデオゲーム版『琉球』内スタッフロール